# Brahetrolleborg
Brahetrolleborg är ett slott i Sallings härad på Fyn.
Brahetroppeborg var ursprungligen ett cistersienserkloster, "Insula Dei" eller Holmekloster. Efter reformationen blev det kronogods. Fredrik II sålde det 1568 till Henrik Rantzau till Breitenburg, ståtållare över hertigdömena. Han var en av Danmarks rikaste ädlingar och ägde 21 gods. Efter freden med Sverige 1571 började han bygga upp ett större bibliotek på Brahetrolleborg. Sedan ståthållaren på Köpenhamns slott Franz Rantzau 1633 drunknat i vallgraven till Rosenborg kort före sitt giftermål med kungens dotter gick herrgården arv till hans systerdotter Sophia Rantzau, gift med Laurids Ulfeldt. Hon avled dock inom kort utan barn, och godet tillföll hennes mor, Anne Lykke. 1655 gick sedan godset i arv till hennes brorson, Kai Lykke. Den rike ädlingen blev dock anklagade för majestätsbrott, dömdes till döden men rymde. Han benådades senare, men alla hans gods konfiskerades. Fredrik III gav bort godset till Christopher Gabel, men köpte snart tillbaka det och sålde det istället till Brigitta Brahe, som 1692 lät inrätta det till Baroni, och samtidigt gav slottet dess nuvarande namn.
Hennes släkt innehade det inte länge. 1721 återgick det till kronan. 1722 lät Fredrik IV:s gunstling Christian Ditlev Reventlow köpa slottet, och det förblev sedan i släktens ägo i över 200 år.
Huvudbyggnadens västra flygel är en återstod av klostret, den östra uppfördes 1620. Kvar från klostertiden är även slottskyrkan, som senare gjordes till sockenkyrka.